# 中国科学院近代物理研究所
中国科学院近代物理研究所是中国科学院下属的研究机构，主要从事重离子科学与技术、加速器驱动的先进核能技术等领域研究，位于甘肃省兰州市。前身是成立于1957年的中国科学院兰州物理研究室，1962年与中国科学院613工程处合并后改现名。

## 现任领导
| 职务             | 姓名               |
| ---------------- | ------------------ |
| 所长             | 孙志宇             |
| 党委书记、副所长 | 胡正国             |
| 副所长           | 何源、王猛、杨建成 |
| 纪委书记         | 宋华龙             |